# Pasquale Villari
Pasquale Villari (Napoli, 3 ottobre 1827 – Firenze, 7 dicembre 1917) è stato uno storico e politico italiano. Fu senatore del Regno d'Italia nella XV legislatura e Ministro della pubblica istruzione dal 1891 al 1892.

## Biografia
Nato a Napoli nel 1827, da Matteo e Luisa Ruggiero, fu allievo di Basilio Puoti e Francesco De Sanctis. In gioventù prese parte ai moti del 1848 contro i Borbone e successivamente, nel 1849, si trasferì in esilio a Firenze. Era fratello del fisico Emilio Villari e cognato del pittore Domenico Morelli, marito della sorella Virginia.
Sarebbe stato iniziato nella massoneria italiana il 10 aprile 1862 nella Loggia "La Concordia" di Firenze, ma non sarebbe andato oltre il grado di apprendista, e radiato il 30 gennaio 1911 per aver dichiarato in una lettera «di non appartenere alla massoneria e di non potervi appartenere, perché professante principi affatto diversi».
Sposò Linda White, scrittrice, dalla quale ebbe Luigi Villari.
È sepolto nel cimitero monumentale delle Porte Sante in Firenze.

### Carriera universitaria
Si occupò di filosofia della storia, di storia fiorentina e di due figure centrali del Rinascimento: Girolamo Savonarola, con il volume La storia di Girolamo Savonarola e de’ suoi tempi, e Niccolò Machiavelli. Grazie all'opera su Savonarola, nel 1859 ottenne dal governo provvisorio di Toscana la nomina come professore di storia all'Università di Pisa, dove diresse anche la Scuola normale superiore dal 1862 al 1865. Dal 1865 al 1913, presso l'Istituto di Studi Superiori di Firenze, insegnò filosofia della storia (1861-62), storia d'Italia (1866-67), storia antica e moderna (1867-1876), storia moderna (1876-1906), propedeutica storica (1906-1912). Presso la "Cesare Alfieri" fu docente di letteratura politica (1875-1876) e scienza politica (1903-1908). Successivamente fu preside della Facoltà di Lettere e filosofia dell'Università di Firenze. Nel 1865 a Firenze, avviò il suo insegnamento presso l’Istituto di Studi Superiori Pratici e di Perfezionamento, con la prolusione (tenuta il 13 dicembre 1865 e pubblicata nel 1866) su La filosofia positiva e il metodo storico; iniziò la collaborazione nel 1866 con la «Nuova Antologia», la rivista del Gabinetto Vieusseux che negli anni venti aggregava intellettuali liberali.
Nella funzione di direttore della Sezione di filosofia e filologia dell'Istituto di Studi Superiori, cercò fondi e supporto per la biblioteca dell'ente ed acquistò rilevanti collezioni, a stampa e manoscritte, in particolare sugli studi orientali.
Nel 1854 apparve il suo primo lavoro metodologico di rilievo Sull'origine e sul progresso della filosofia e della storia.
È ricordato soprattutto per i suoi studi seminali sulla questione meridionale confluiti nell'opera Lettere meridionali. L'interesse per il tema lo portò a collaborare alla Rassegna settimanale di Leopoldo Franchetti e Sidney Sonnino. Collaborò inoltre con la rivista di studi Archivio per l'Alto Adige fondata da Ettore Tolomei. Molti dei suoi lavori furono tradotti in inglese dalla moglie, Linda White Mazini Villari.

## La riflessione sulla questione meridionale
Dal 1860 iniziò ad occuparsi della situazione del Sud di Italia. Nel 1875 pubblicò le Lettere Meridionali. Nate in forma di corrispondenza giornalistica per il quotidiano L'opinione, furono ulteriormente ampliate e ripubblicate nel 1885, con una dedica ai volontari impegnati nel soccorso dei malati di colera durante l'epidemia del 1884 a Napoli. Il testo metteva in evidenza i problemi che affliggevano i territori dell'ex Regno delle Due Sicilie. Alcuni scritti erano dedicati all'industria di zolfo in Sicilia, soffermandosi sulla necessità di aggiornare le tecniche estrattive e di commercializzazione del prodotto e di migliorare la condizione di lavoro dei minatori. Convinto dell'importanza di un programma di opere pubbliche per il Sud, si occupò del problema della Camorra, denunciandone le cause sociali e lanciando l'allarme per l'estensione delle attività dell'organizzazione criminale prima e dopo l'unità d'Italia. Sottolineò come l'organizzazione, infiltratasi nell'esercito e nei corpi di polizia, fosse stata protetta dal governo borbonico per molto tempo, accrescendo così il suo potere. Auspicava, dunque, un duplice intervento dello Stato: da una parte la repressione, dall'altra l'incentivazione delle denunce per rompere il clima di omertà. Pensava ad una legge che prevedesse espressamente quel tipo di crimini, tanto legati al territorio da risultare sconosciuti altrove.

## Incarichi politici
Dal 1869 al 1870 fu segretario generale del Ministero della pubblica istruzione. Deputato del 1873 al 1882, decise poi di non ricandidarsi più. Svolse l'incarico di ministro della pubblica istruzione dal febbraio 1891 al maggio 1892. Durante il suo incarico, vennero istituiti nel 1891 gli Uffici Regionali per la Conservazione dei Monumenti, le attuali Soprintendenze per i Beni Architettonici ed Artistici.
Nominato Senatore del Regno dal 26 novembre 1884, e con varie riprese, tra 1897 e il 1913, fu anche vicepresidente del Senato.

## Pensiero filosofico
Villari in gioventù appartenne a quella folta generazione di intellettuali napoletani che «andavano rompendosi il capo per la via» nel tentativo appassionato di comprendere e diffondere il pensiero di Hegel, recepito attraverso Gatti, De Sanctis, Vera, Spaventa, contribuendo così alla proficua «preistoria dell'hegelismo italiano».
(Da una lettera di Pasquale Villari a Bertrando Spaventa dell'ottobre 1850)
I suoi interessi filosofici erano rivolti soprattutto all'estetica hegeliana, a cui si dedicò almeno fino al 1854, per poi discostarsene. Da allora sviluppò una preferenza per le tematiche storiche e scientifico-sociali di Auguste Comte, che gli alienò le simpatie dei suoi amici hegeliani.

## Pensiero politico
In Toscana entrò in contatto con i liberali moderati. Nel 1854 avviò una corrispondenza con John Stuart Mill, di cui studiò il pensiero filosofico. Grazie ai suoi viaggi in Francia, Germania, Inghilterra si avvicinò così al positivismo europeo.
Pubblicò sul Politecnico l'articolo Di chi è la colpa? - poi riedito nella seconda edizione delle Lettere meridionali - in cui analizzava le sconfitte di Lissa e di Custoza durante la Terza guerra d'indipendenza italiana contro l'Austria. Denunciò le condizioni dei contadini pellagrosi nelle campagne mantovane e degli abitanti dei quartieri poveri di Napoli. Affrontò il tema della rivoluzione e del socialismo in Italia, convinto dell'esistenza di una questione sociale di cui l'economia politica avrebbe dovuto farsi carico. Nella sua visione i partiti erano un "male necessario". Riteneva che la Destra avesse esaurito il compito dell'unificazione del paese, ma che, fosse ormai incapace di portare avanti le riforme, per via dei dissidi interni. La Sinistra, invece, soprattutto al sud, raccoglieva consensi antigovernativi e localistici. Assisté allo scandalo della Banca Romana, che investì anche il governo di Giovanni Giolitti. Seguì i moti popolari in Sicilia e la repressione che li succedette guidata dal nuovo esecutivo con a capo Francesco Crispi, che arrivò a proclamare in Sicilia lo stato d'assedio e a sciogliere tutte le organizzazioni dei lavoratori. Le proteste crebbero, per poi estendersi in Romagna, Toscana, Puglia, Campania, Piemonte e Lombardia. Anche qui fu proclamato lo stato d'assedio. La repressione a Milano del 1898 fu durissima, culminata con l'eccidio comandato dal generale Bava Beccaris.
Fu valutando questi fatti che Villari si avvicinò a Sidney Sonnino con il quale aveva diviso l’esperienza della Rassegna settimanale e al quale lo accomunava, oltre all'interesse per la questione meridionale, l'idea di un conservatorismo più riformista in grado di confrontarsi con il nascente socialismo organizzato.
Contestava alla chiesa la contrarietà alla libertà e al progresso. La monarchia, nel contesto italiano, era l'unica istituzione in grado di contrastare la corruzione e garantire l'unione nazionale e avrebbe dovuto essere sostenuta dai partiti in chiave anticlericale e antisocialista.
Anche la politica coloniale italiana suscitò il suo interesse. In una lettera del 1896, indirizzata probabilmente al Presidente del Consiglio, Antonio di Rudinì, che si era trovato a gestire le conseguenze del conflitto in Etiopia, prese posizione rispetto alla situazione africana:
(P.Villari a destinatario ignoto (A.Di Rudini), marzo-aprile 1896, in Pasquale Villari storico e politico,  p. 193)
Nel 1913, in alcuni articoli scritti per la Nuova Antologia, denunciò la competizione per gli armamenti tra le nazioni europee come distruttiva, profetizzando, in qualche modo, gli eventi del 1914.

## Pensiero economico
Fin dall'inizio degli anni Sessanta, Villari presse atto dell'essenziale legame fra modernità e industria, con tutto il carico di questioni che l'industrializzazione portava con sé. Pensava ad uno sviluppo fondato sull'incremento di tradizioni e vocazioni locali. Vedeva nel socialismo la malattia delle società moderne, originata dai squilibri nati lungo il cammino dell'industrializzazione. La società industriale in via di consolidamento nell'Italia del Nord, doveva costituire un elemento di crescita materiale e offrire un impulso alla modernizzazione di tutto il paese. Infatti sviluppo economico, emancipazione politica e culturale delle classi popolari erano strettamente congiunti. Egli rilevava l'urgenza di promuovere il benessere del paese, incidendo in tal modo alla radice sulle cause dell'emigrazione. Secondo lui una delle ragioni principali del flusso migratorio era che le classi rurali continuavano ad essere collocate al margine della vita politica e morale del paese. Nella sua idea era inderogabile l'intervento statale in alcune materie che la dottrina liberale voleva sottrarre alla sfera di influenza pubblica, come la riorganizzazione delle opere pie o i contratti agrari, e la tutela dei lavoratori. Era a favore di misure che tenessero conto delle realtà locali, mostrando anche una logica delle leggi speciali per intervenire in alcune regioni meridionali.
Nel 1890 pubblicò il lungo scritto La riforma della beneficenza, nella quale si ribadiva la condanna delle pratiche assistenzialiste tipiche della tradizione clericale e la scelta a favore di un intervento capace di educare alla previdenza e al lavoro. Suggeriva l'avvio di forme di cooperazione, per osteggiare le speculazioni e la frammentazione della produzione. Prese posizione riguardo alla necessità di una legislazione sociale, sostenendo che l'imprenditore doveva essere obbligato ad assicurare gli operai in caso di incidenti sul lavoro. Nonostante gli ostacoli incontrati in Senato, nel marzo del 1898 furono approvata le norme sull'obbligo di assicurazione contro gl'infortuni sul lavoro - legge n. 80 del 17 marzo 1898 - e di istituzione della Casa nazionale di previdenza per invalidità e vecchiaia - legge n. 350 del 17 luglio 1898. Una scelta legislativa che acese polemiche con il mondo imprenditoriale.

## Attività giornalistica
Oltre alla collaborazione con la Rassegna settimanale fondata da Leopoldo Franchetti e Sidney Sonnino, scrisse per Il Corriere della Sera, il Giornale d'Italia, la Nuova Antologia.

## Riconoscimenti e incarichi in istituzioni culturali
Nel 1881 gli venne assegnato dall'Accademia delle Scienze di Torino il Premio Bressa. Socio corrispondente dal 1893, divenne accademico della Crusca l'8 febbraio 1898. Promosse la costituzione di una commissione per la redazione di vocabolari dei dialetti italiani di cui fece parte, a partire dal 1914. Fu presidente dell'Istituto storico italiano per il Medio Evo dal 1898 al 1911, e presidente della Società Dante Alighieri (1896-1903).

## Archivio personale
Una parte dell'archivio di Villari, donata da Alessandro Galante Garrone, è conservata presso la Fondazione Spadolini Nuova Antologia. Altri documenti si trovano presso la Biblioteca umanistica della Facoltà di Lettere dell'Università di Firenze, nel Fondo Pasquale Villari. La maggior parte delle sue carte è conservato a Roma, alla Biblioteca apostolica vaticana.

## Opere
- Pasquale Villari, Sull'origine e sul progresso della filosofia della storia. Saggio, Firenze, Tipografia Galileiana, 1854.
- Pasquale Villari, La storia di Girolamo Savonarola e de' suoi tempi, Firenze, Le Monnier, 1859-1861.
- Pasquale Villari, Antiche leggende e tradizioni che illustrano la Divina Commedia, Sala Bolognese, Arnaldo Forni, 1865.
- Pasquale Villari, Niccolò Machiavelli e i suoi tempi, Firenze, Le Monnier, 1877-1882.
- Pasquale Villari, Lettere meridionali, Firenze, Le Monnier, 1875.
- Pasquale Villari, Arte, storia e filosofia, Firenze, Sansoni, 1884.
- Pasquale Villari, I primi due secoli della Storia di Firenze, Firenze, Sansoni, 1893-94.
- Pasquale Villari, Le invasioni barbariche in Italia, Milano, U. Hoepli, 1901.
- Pasquale Villari, L'Italia da Carlo Magno ad Arrigo VII, Milano, U. Hoepli, 1910.